# Lijst van voetbalinterlands Tadzjikistan - Wit-Rusland
Deze lijst van voetbalinterlands is een overzicht van alle officiële voetbalwedstrijden tussen de nationale teams van Tadzjikistan en Wit-Rusland. De landen speelden tot op heden twee keer tegen elkaar. De eerste ontmoeting, een vriendschappelijke wedstrijd, werd gespeeld in Borisov op 4 september 2014. Het laatste duel, eveneens een vriendschappelijke wedstrijd, vond plaats op 20 maart 2025 in Doesjanbe.

## Wedstrijden
| № | Plaats    | Datum            | Competitie        | Wedstrijd                  | Uitslag |
| - | --------- | ---------------- | ----------------- | -------------------------- | ------- |
| 1 | Borisov   | 4 september 2014 | Vriendschappelijk | Wit-Rusland – Tadzjikistan | 6 – 1   |
| 2 | Doesjanbe | 20 maart 2025    | Vriendschappelijk | Tadzjikistan – Wit-Rusland | 0 − 5   |

## Samenvatting
| Competitie        | Totaal gespeeld | Winst Tadzjikistan | Gelijk | Winst Wit-Rusland | Doelsaldo Tadzjikistan – Wit-Rusland |
| ----------------- | --------------- | ------------------ | ------ | ----------------- | ------------------------------------ |
| Vriendschappelijk | 2               | 0                  | 0      | 2                 | 1 − 11                               |
| Totaal            | 2               | 0                  | 0      | 2                 | 1 − 11                               |

## Details

### Eerste ontmoeting
| Vriendschappelijk (Borisov, Wit-Rusland, 4 september 2014):                                                                   |       |                          |
| Wit-Rusland | 6 – 1 | Tadzjikistan             |
| Ihar Stasevich 7' Sergej Kornilenko 55' Syarhey Kryvets 59' Edhar Alyakhnovich 61' Sjarhej Kisljak 63' Illya Aleksiyevich 75' | goals | 34' Fatkhullo Fatkhuloev |

TFF · A-internationals · Tadzjieks vrouwenelftal
1994 – 1999 ·
2000 – 2009 ·
2010 – 2019 ·
2020 − 2029
Afghanistan ·
Australië ·
Azerbeidzjan ·
Bahrein ·
Bangladesh ·
Bhutan ·
Brunei ·
Cambodja ·
China ·
Estland ·
Filipijnen ·
Guam ·
Hongkong ·
India ·
Irak ·
Iran ·
Japan ·
Jemen ·
Jordanië ·
Kazachstan ·
Kirgizië ·
Koeweit ·
Libanon ·
Macau ·
Malediven ·
Maleisië ·
Mongolië ·
Myanmar ·
Nepal ·
Noord-Korea ·
Oeganda ·
Oezbekistan ·
Oman ·
Pakistan ·
Palestina ·
Qatar ·
Rusland ·
Saoedi-Arabië ·
Singapore ·
Sri Lanka ·
Syrië ·
Thailand ·
Trinidad en Tobago ·
Turkmenistan ·
Verenigde Arabische Emiraten ·
Vietnam ·
Wit-Rusland ·
Zuid-Korea
BFF · A-internationals · Bondscoaches · Statistieken · Wit-Russisch vrouwenelftal · Olympisch elftal · W-Rusland U21 · W-Rusland U19 · W-Rusland U18 · W-Rusland U17 · W-Rusland U16
1990 – 1999 · 
2000 – 2009 · 
2010 – 2019 ·
2020 − 2029
1992 · 
1993 · 
1994 · 
1995 · 
1996 · 
1997 · 
1998 · 
1999 · 
2000 · 
2001 · 
2002 · 
2003 · 
2004 · 
2005 · 
2006 · 
2007 · 
2008 · 
2009 · 
2010 · 
2011 · 
2012 · 
2013 ·
2014 ·
2015 ·
2016 ·
2017 ·
2018 ·
2019 ·
2020 ·
2021 ·
2022 ·
2023
Albanië · 
Andorra · 
Argentinië · 
Armenië · 
Azerbeidzjan · 
Bahrein ·
België ·
Bosnië en Herzegovina · 
Bulgarije · 
Canada · 
Cyprus · 
Denemarken · 
Duitsland · 
Ecuador · 
Egypte · 
Engeland · 
Estland · 
Finland · 
Frankrijk · 
Gabon ·
Georgië · 
Griekenland · 
Hongarije · 
Honduras · 
Ierland ·
IJsland · 
India ·
Iran · 
Israël · 
Italië ·
Japan ·
Jordanië · 
Kazachstan ·
Kirgizië · 
Kosovo ·
Kroatië · 
Letland · 
Libië · 
Liechtenstein ·
Litouwen · 
Luxemburg · 
Malta · 
Mexico ·
Moldavië · 
Montenegro · 
Nederland · 
Nieuw-Zeeland ·
Noord-Ierland ·
Noord-Macedonië ·  
Noorwegen · 
Oekraïne · 
Oezbekistan · 
Oman · 
Oostenrijk · 
Peru · 
Polen · 
Roemenië · 
Rusland · 
San Marino · 
Saoedi-Arabië · 
Schotland · 
Slovenië · 
Slowakije · 
Spanje ·
Syrië ·
Tadzjikistan · 
Tsjechië · 
Tunesië · 
Turkije · 
Verenigde Arabische Emiraten · 
Wales · 
Zuid-Korea · 
Zweden · 
Zwitserland